# 第24独立特殊任務旅団 (ロシア陸軍)
第24独立親衛特殊任務旅団（ロシア語: 24-я отдельная бригада специального назначения、略称24 обрСпН）は、ロシア陸軍の旅団。中央軍管区隷下。

## 歴史
- 1977年11月1日：チタ州ヤースナヤ（オロヴャンヌイ-4）において、第18独立特殊任務中隊に基づき、第24独立特殊任務旅団編成
- 1984年：旅団に基づき第281独立特殊任務支隊が編成され、アフガニスタンに派遣された。
- 1994年～1996年：第281支隊がチェチェンでの戦闘行動に参加

ソ連時代、ソ連邦英雄オレグ・オニシチュク上級中尉、ロシア連邦時代、ロシア連邦英雄アナトーリー・コロベンコフ中尉が輩出している。

## 編制
- 第281独立特殊任務支隊（軍部隊44998）
- 第297独立特殊任務支隊

## 歴代旅団長
| 職名   | 就任年          | 氏名                       | 階級 |
| ------ | --------------- | -------------------------- | ---- |
| 旅団長 | 1977年 - 1982年 | エドゥアルド・イワノフ     | 大佐 |
| 旅団長 | 1982年 - 1986年 | グリゴーリー・コルブ       | 大佐 |
| 旅団長 | 1986年 - 1990年 | ウラジーミル・クジミン     | 大佐 |
| 旅団長 | 1990年 - 1992年 | アレクサンドル・ボイコ     | 大佐 |
| 旅団長 | 1992年 - 1994年 | ウラジーミル・ロゴフ       | 大佐 |
| 旅団長 | 1994年 - 1997年 | ピョートル・リピエフ       | 大佐 |
| 旅団長 | 1997年 - 1999年 | アンドレイ・プラトノフ     | 大佐 |
| 旅団長 | 1999年 - 2001年 | アレクサンドル・ジューコフ | 大佐 |
| 旅団長 | 2001年 - 2005年 | ザハロフ                   | 大佐 |
| 旅団長 | 2005年 -        | ボロフスコイ               | 大佐 |